# Barrage de Murum
Le barrage de Murum est un barrage poids sur la rivière Murum dans l'état de Sarawak, en Malaisie orientale, sur l'île de Borneo.

## Localisation et histoire
Le barrage de Murum est un barrage poids sur la rivière Murum dans l'état de Sarawak, en Malaisie orientale, sur l'île de Borneo. Sa construction commence en 2008, et son remplissage débute en juillet 2013. Le premier générateur commence à produire en décembre 2014, la quatrième et dernière turbine est couplée le 8 juin 2015.
Le site du barrage est situé sur la rivière Murum, dans la partie la plus élevée du bassin du fleuve Rajang, à 200 km à l'est de Bintulu. L'aménagement du fleuve Rajang comprend quatre projets, qui sont de l'aval à l'amont : Pelagus, Belaga, Bakun, et Murum. L'équipement hydroélectrique de Murum se trouve à 70 km en amont de la centrale hydroélectrique de Bakun.

## Risques et impact environnemental
Des oppositions se sont manifestées durant la construction au sujet du déplacement des populations dayaks et de la disparition de la forêt tropicale du fait de cet ouvrage.